# ایمدیک
ایمدیک (به هلندی: Eemdijk) یک منطقهٔ مسکونی در هلند است که در بون‌اسخوتن واقع شده‌است. ایمدیک ۸۰۰ نفر جمعیت دارد.